# USS West Virginia (BB-48)
USS West Virginia (BB-48) (tên lóng "Wee Vee"), là một thiết giáp hạm thuộc lớp Colorado, và là chiếc tàu chiến thứ hai của Hải quân Hoa Kỳ được đặt cái tên này nhằm tôn vinh tiểu bang thứ 35 của nước Mỹ.
Là một thiết giáp hạm thuộc kiểu "Siêu-dreadnought", West Virginia từng là mục tiêu bị Hải quân Nhật nhắm đến trong vụ tấn công Trân Châu Cảng ngày 7 tháng 12 năm 1941. Sau khi được vớt lên, sửa chữa và hiện đại hóa, từ năm 1944 nó tiếp tục tham gia chiến đấu tại mặt trận Thái Bình Dương cho đến khi Chiến tranh Thế giới thứ hai kết thúc. Nó được cho ngừng hoạt động vào năm 1947, và được bán để tháo dỡ vào năm 1959.

## Thiết kế và chế tạo
Là một trong những chiếc "siêu-Dreadnought" mới nhất, West Virginia tích hợp các kiến thức mới nhất của kiến trúc hải quân; các ngăn kín nước của lườn tàu và quy mô của vỏ giáp khiến cho nó có ưu thế đáng kể so với những chiếc thiết giáp hạm được chế tạo hay thiết kế trước trận Jutland.
Nó được đặt lườn vào ngày 12 tháng 4 năm 1920 bởi hãng Newport News Shipbuilding tại Newport News, Virginia. Nó được hạ thủy vào ngày 17 tháng 11 năm 1921, được đỡ đầu bởi Cô Alice Wright Mann, con gái ngài Isaac T. Mann, một nhân vật nổi bật tại West Virginia; và được đưa vào hoạt động ngày 1 tháng 12 năm 1923 dưới quyền chỉ huy của Thuyền trưởng Thomas J. Senn.

## Lịch sử hoạt động

### 1923 – 1941
Trong những tháng tiếp theo sau, West Virginia tiến hành các chuyến đi chạy thử và các cải biến hiệu chỉnh. Sau một giai đoạn ngắn trong xưởng hải quân New York, con tàu thực hiện chuyến đi đến Hampton Roads, cho dù nó gặp phải trục trặc bánh lái trên đường đi. Thực hiện sửa chữa cần thiết trong thời gian ở lại Hampton Roads, West Virginia lại ra khơi vào buổi sáng ngày 16 tháng 6 năm 1924. Lúc 10 giờ 10 phút, trong khi con tàu đang di chuyển giữa luồng Lynnhaven, sĩ quan phòng lái báo cáo lên rằng đồng hồ chỉ thị bánh lái không hoạt động. Chuông báo động gửi đến phòng động cơ bánh lái không được trả lời; nên Thuyền trưởng Senn nhanh chóng ra lệnh cho ngừng tất cả các động cơ, nhưng máy điện báo của phòng động cơ cũng không trả lời. Cuộc điều tra sau này cho thấy điện năng đã không cung cấp đến máy điện báo của cả phòng máy lẫn phòng lái.
Thuyền trưởng đã phải nhờ đến phương cách gửi mệnh lệnh đến phòng máy chính thông qua ống nói từ cầu tàu. Ông ra lệnh mở hết tốc độ động cơ bên mạn trái và tắt hết động cơ bên mạn phải. Mọi nỗ lực đều được cố gắng tối đa trong lúc đó nhằm lái con tàu bằng động cơ giữ cho nó trong luồng tàu. Không may là những nỗ lực này đều thất bại, và West Virginia bị mắc cạn lên trên nền đất bùn nhão. Điều may mắn là, như Trung tá (sau này là Đô đốc) Harold R. Stark, sĩ quan cao cấp, báo cáo: "...thân tàu đã không bị bất kỳ một hư hỏng nào dù là nhỏ nhặt."
Cuộc điều tra của tòa án quân sự sau đó cho thấy con tàu đã được cung cấp những thông tin hải hành không chính xác và sai lầm. Chú thích trên các bảng biểu đã chỉ thị luồng tàu đi có độ rộng lớn hơn so với thực tế. Các phát hiện của tòa án quân sự đã miễn trừ cho Thuyền trưởng Senn và sĩ quan hoa tiêu của ông khỏi mọi trách nhiệm.
Sau khi được sửa chữa, West Virginia trở thành soái hạm của Tư lệnh Hạm đội Thiết giáp hạm vào ngày 30 tháng 10 năm 1924, khởi đầu cuộc đời phục vụ như một phần "xương sống của hạm đội" như cách nhìn những chiếc thiết giáp hạm vào thời đó.
Trong thời kỳ này; West Virginia trải qua những chu kỳ huấn luyện, bảo trì và thực hành, tham gia các cuộc thi kỹ thuật và tác xạ, cũng như cuộc tập trận "Vấn đề Hạm đội" được tổ chức hàng năm. Trong cuộc cơ động lớn của hạm đội này, lực lượng sẽ được chia ra hai phía đối kháng nhau, và một tình huống chiến lược hay chiến dịch sẽ được đề ra; những bài học thu lượm được sẽ góp phần vào việc xây dựng các học thuyết mà sau này sẽ được thử thách trong môi trường chiến đấu khắc nghiệt.
Vào năm 1926, chiếc thiết giáp hạm tham gia vào một cuộc cơ động phối hợp Lục quân- Hải quân thử nghiệm việc phòng thủ quần đảo Hawaii rồi thực hiện chuyến đi cùng hạm đội đến Úc và New Zealand. Trong các cuộc tập trận hạm đội sau đó, West Virginia có mặt từ Hawaii đến vùng biển Caribbe và Đại Tây Dương cũng như trải từ Alaska đến vùng biển Panama.
Nhằm theo kịp sự phát triển kỹ thuật trong lĩnh vực súng đạn và kiểm soát hỏa lực, cũng như cơ khí và hàng không, chiếc tàu chiến trải qua các đợt cải biến được thiết kế nhằm tăng cường khả năng để tthực hiện vai trò được giao. Các cải tiến bao gồm thay thế các khẩu pháo phòng không 76 mm (3 inch) nguyên thủy bằng kiểu pháo 127 mm (5 in)/25 caliber đa dụng; bổ sung thêm súng máy 0,50 inch ở cột buồm trước và giữa tàu; thêm các máy phóng trên boong trên phía sau, phía đuôi tàu và bên trên tháp súng III.
Tuy nhiên, trong những năm cuối của thập niên 1930, điều trở nên rõ ràng đối với nhiều người rằng đây chỉ là vấn đề thời gian trước khi Hoa Kỳ phải can dự vào một cuộc chiến tranh nữa với quy mô lớn hơn. Do đó, Hạm đội Thái Bình Dương Hoa Kỳ trở thành công cụ răn đe Nhật Bản, kẻ thù tiềm năng nhất; đó là lý do khiến có sự bố trí vội vã lực lượng hạm đội đến vùng biển Thái Bình Dương vào mùa Xuân năm 1939 và việc giữ hạm đội tại vùng biển Hawaii vào năm 1940 sau khi cuộc tập trận Vấn đề Hạm đội XXI kết thúc vào tháng 4 năm đó.
Trong năm 1941, West Virginia thực hiện một lịch trình huấn luyện khẩn trương, đặt căn cứ tại Trân Châu Cảng và hoạt động trong nhiều lực lượng và đội đặc nhiệm khác nhau tại vùng biển Hawaii. Các hoạt động thường lệ này vẫn được tiếp tục cho dù tình hình bắt đầu căng thẳng từ cuối tháng 11 và tiếp tục kéo dài. Sau các giai đoạn hoạt động tích cực ngoài biển khơi là những lúc nghỉ ngơi bảo trì trong cảng, khi những chiếc thiết giáp hạm neo đậu dọc theo bờ Đông Nam đảo Ford ở Trung tâm Trân Châu Cảng. West Virginia là một trong số 14 tàu chiến đầu tiên được trang bị kiểu radar đời đầu RCA CXAM-1.

### 7 tháng 12 năm 1941
Vào ngày Chủ nhật 7 tháng 12 năm 1941, West Virginia neo đậu bên ngoài thiết giáp hạm Tennessee tại bến F-6 với độ sâu 12 m (40 ft) nước bên dưới lườn tàu. Ngay trước 08 giờ 00, máy bay Nhật xuất phát từ sáu tàu sân bay tiến hành cuộc tấn công Trân Châu Cảng được hoạch định khá chu đáo. Nhiều quả ngư lôi 457 mm (18 inch) phóng từ máy bay đã đánh trúng mạn trái West Virginia, trong đó một quả trúng phải đuôi tàu và làm gãy bánh lái. Ít nhất ba quả trúng bên dưới đai giáp, và một hoặc nhiều quả đánh trúng đai giáp làm buộc phải thay thế bảy tấm giáp thép. Một hoặc hai quả ngư lôi đã xuyên vào trong con tàu qua những lỗ hổng tạo ra do đợt ngư lôi trước trong khi con tàu đã bị nghiêng và phát nổ trên sàn bọc thép thứ hai. Các khảo cứu gần đây cho thấy có ít nhất một trong các quả ngư lôi đánh trúng xuất phát từ một tàu ngầm bỏ túi. Việc phân tích các hình ảnh do Học viện Hải quân Hoa Kỳ tiến hành vào năm 1999 cho thấy một chiếc tàu ngầm bỏ túi Nhật Bản đã tìm cách lọt được vào bên trong cảng và đã phóng thành công một quả ngư lôi vào chiếc West Virginia. Số phận cuối cùng của chiếc tàu ngầm này hiện vẫn chưa rõ.
West Virginia cũng trúng phải hai quả bom được chế tạo từ những quả đạn pháo xuyên thép 406 mm (16 inch) có gắn thêm các vây đuôi. Quả bom thứ nhất đánh trúng sàn tàu phía trước, xuyên qua sàn kiến trúc thượng tầng, và được tìm thấy không phát nổ trong đám mảnh vụn của sàn tàu thứ hai. Quả bom thứ hai đánh trúng phía đuôi tàu, phá hỏng một thủy phi cơ Vought OS2U Kingfisher trên máy phóng bên trên tháp pháo III và hất tung chiếc thứ hai trên máy phóng đặt dưới sàn tàu. Quả đạn đâm xuyên qua nóc tháp pháo dày 102 mm (4 inch), phá hỏng một khẩu pháo chính. Mặc dù quả bom này cũng tịt ngòi, xăng tràn ra từ chiếc máy bay hư hỏng bốc cháy gây một số thiệt hại. Sau đó West Virginia bị hư hỏng nghiêm trọng do mắc kẹt trong đám cháy dầu lan trên mặt biển xuất phát từ chiếc Arizona kéo dài đến ba mươi giờ do nhiên liệu rỉ ra từ cả hai con tàu.

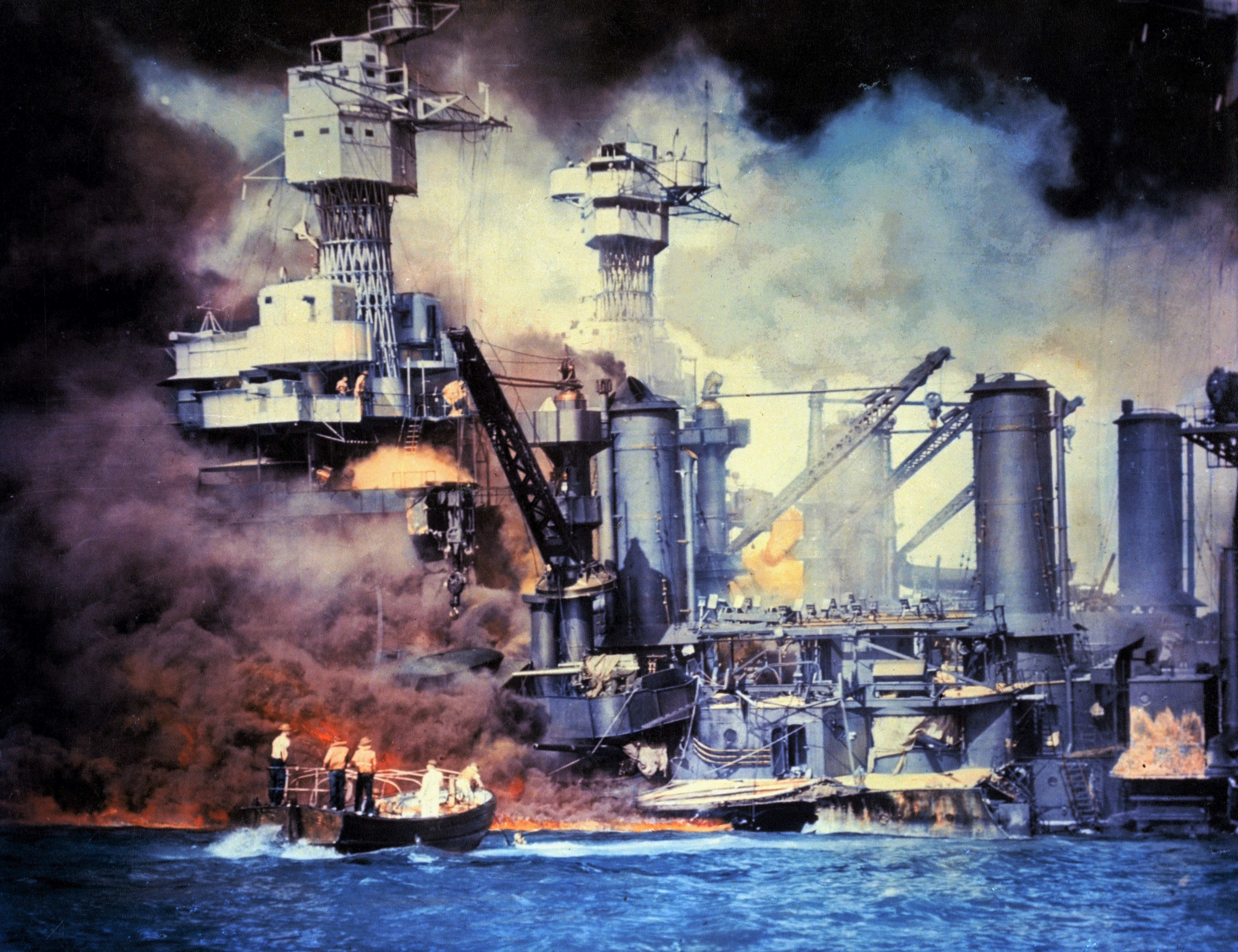
Thủy thủ trên một xuồng máy đang vớt những người còn sống sót dưới nước dọc theo chiếc West Virginia (BB-48) đang chìm đang hoặc ngay sau đợt không kích của Nhật Bản vào Trân Châu Cảng. Phía sau là tàu USS Tennessee (BB-43)

Các quả ngư lôi phát nổ đã làm thủng hai lỗ lớn trải từ khoang 43 đến khoang 52 và từ khoang 62 đến khoang 97. Các hoạt động tức thời của Đại úy Claude V. Ricketts, sĩ quan phụ tá cứu hỏa vốn có chút kiến thức về kỹ thuật kiểm soát hư hỏng, đã cứu con tàu khỏi số phận như chiếc Oklahoma đang neo đậu phía trước mắc phải. Oklahoma cũng bị trúng phải nhiều quả ngư lôi, và nó đã bị ngập nước rồi lật úp.
Những ví dụ về hành động anh hùng bên trên con tàu chiến bị hư hại nặng nề kéo dài trong suốt cuộc chiến nóng bỏng. Chỉ huy con tàu, Đại tá Mervyn S. Bennion có mặt rất sớm trên cầu tàu chỉ huy để rồi bị một mảnh bom bắn trúng, khi một quả bom cải tạo từ đạn pháo xuyên thép 406 mm (16 inch) đánh trúng khẩu súng giữa của tháp súng II trên chiếc Tennessee, trút một cơn mưa mảnh đạn lên cấu trúc thượng tầng West Virginia. Bennion bị thương vào bụng và ngã sấp xuống sàn tàu, rồi sau đó bị tử thương. Nhưng cho đến giây phút cuối cùng của cuộc sống, ông vẫn gắng gượng bám víu và tiếp tục chỉ huy việc phòng thủ con tàu cho đến phút cuối cùng. Do sự hết lòng tận tụy với nghĩa vụ, sự can đảm phi thường và đã hoàn toàn bất chấp đến mạng sống của bản thân, Đại tá Bennion được truy tặng Huân chương Danh dự. Doris Miller, một đầu bếp, đã giúp đưa Thuyền trưởng Bennion vào một nơi an toàn hơn, rồi đứng vào một khẩu súng cao xạ cho dù anh chưa từng có kinh nghiệm sử dụng. Anh là người Mỹ da màu đầu tiên được tặng thưởng Huân chương Chữ Thập Hải quân.
West Virginia bị bỏ lại, bị chìm xuống đáy vịnh nhưng lườn tàu vẫn cân bằng, các đám cháy bên trên nó được cứu chữa bởi một nhóm tình nguyện quay trở lại tàu sau đợt bỏ tàu thứ nhất. Đến trưa ngày hôm sau, 8 tháng 12, đám cháy được dập tắt hoàn toàn. Chiếc sà lan tiếp liệu YG-17 đã đóng một vai trò quan trọng trong việc hỗ trợ các nỗ lực trên, đã ở lại vị trí bên cạnh chiếc thiết giáp hạm bất chấp nguy cơ phát nổ các hầm đạn trên chiếc tàu chiến. Với các tấm thép được hàn bịt vào các lỗ thủng, nước được bơm ra và con tàu được cho nổi trở lại vào ngày 17 tháng 5 năm 1942 và được đưa vào ụ tàu số 1 ngày 9 tháng 6. West Virginia được xem xét cẩn thận một lần nữa, và người ta thấy nó bị đánh trúng không phải sáu, mà là tổng cộng bảy quả ngư lôi.
Trong quá trình sửa chữa con tàu, công nhân xưởng tàu đã phát hiện 66 thi thể của thủy thủ chiếc West Virginia bị kẹt lại bên dưới khi con tàu chìm. Nhiều thi thể được tìm thấy nằm úp trên các ống dẫn hơi nước trong các ô không khí còn sót lại trong các khoang ngập nước. Ba thi thể được tìm thấy tại một kho chứa nơi họ kéo dài cuộc sống nhờ những khẩu phần khẩn cấp và nước ngọt từ một vị trí chiến đấu. Một quyển lịch tìm được cùng với họ cho thấy họ đã sống sót cho đến ngày 23 tháng 12. Các thủy thủ và công nhân phải đối mặt với một nhiệm vụ cực kỳ khó khăn, do những thiệt hại rất lớn bên mạn trái của con tàu chiến. Dù sao, cuối cùng, West Virginia cũng rời Trân Châu Cảng hướng đến bờ Tây Hoa Kỳ và được cải tạo mới hoàn toàn tại xưởng hải quân Puget Sound ở Brementon, Washington.

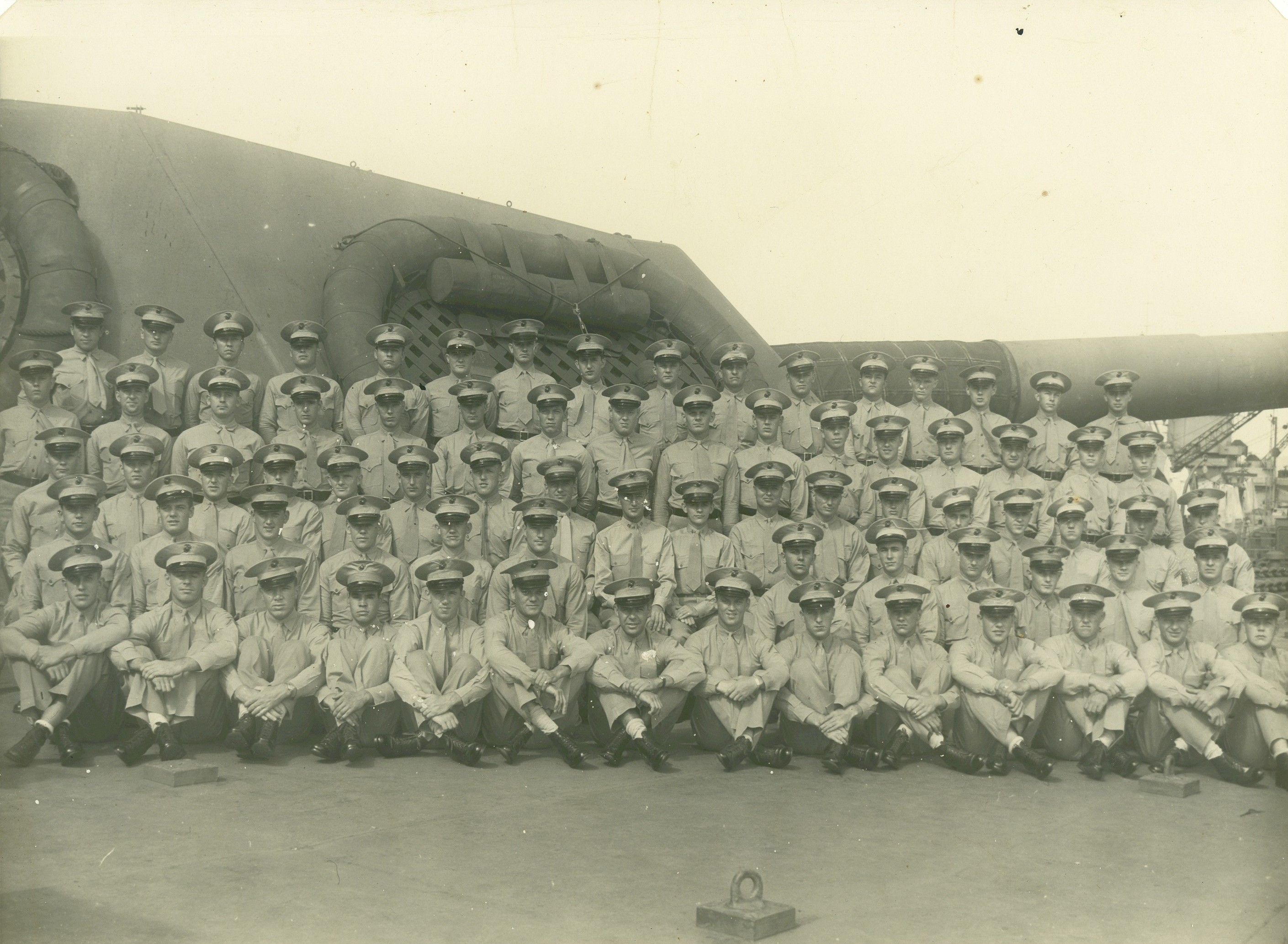
Hình ảnh các thành viên của đội ngũ trên tàu USS West Virginia sau vụ tấn công Trân Châu Cảng, tháng 12 năm 1941

Được hiện đại hóa một cách rộng rãi, chiếc thiết giáp hạm thoát ra từ sự tàn phá của Trân Châu Cảng mang một diện mạo khác hẳn so với trước ngày 7 tháng 12 năm 1941. Vẻ bên ngoài của nó gần tương tự như Tennessee và California, vốn cũng được chế tạo lại cho giống những chiếc thiết giáp hạm thuộc lớp South Dakota, chỉ khác biệt những tháp súng chính chỉ gồm hai khẩu.
Được tháo bỏ cột buồm dạng lồng hyperbol nâng đỡ ba tầng kiểm soát hoả lực cùng hai ống khói, các khẩu pháo 127 mm (5 inch)/25 caliber và các tháp pháo nhỏ mang pháo 127 mm (5 inch)/51 caliber. Một cấu trúc thượng tầng suôn thẳng cho phép con tàu mang một dáng vẻ hoàn toàn mới; trang bị pháo 127 mm (5 inch)/38 caliber công dụng kép đặt trong các tháp pháo kín cung cấp cho con tàu hỏa lực phòng không đầy uy lực. Thêm vào đó, các khẩu đội cao xạ 40 mm Bofors và 20 mm Oerlikon được rãi khắp sàn tàu, cho phép chiếc thiết giáp hạm có một hỏa lực mạnh mẽ đối phó với những máy bay đối phương tiếp cận.

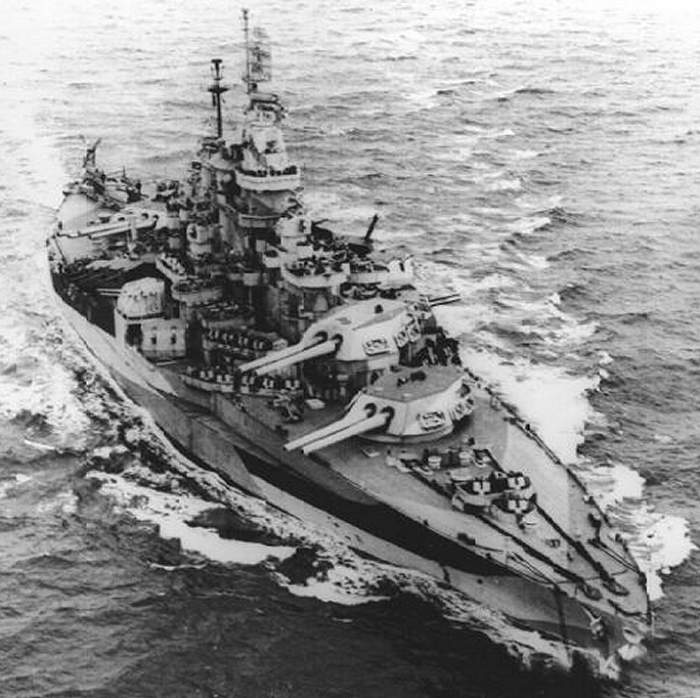
USS West Virginia, tháng 6 năm 1944

West Virginia ở lại Xưởng Hải quân Puget Sound cho đến đầu tháng 7 năm 1944. Sau khi tiếp liệu đạn dược lên tàu trong ngày 2 tháng 7, chiếc thiết giáp hạm hoàn toàn mới lên đường không lâu sau đó nhằm thực hiện các cuộc chạy thử ngoài khơi Port Townsend, Washington. Nó thực hiện cuộc chạy thử hết tốc độ vào ngày 6 tháng 7, và tiếp tục công việc cho đến ngày 12 tháng 7. Sau khi quay về Puget Sound để thực hiện các sửa chữa cuối cùng, chiếc thiết giáp hạm hướng về San Pedro, California cho chuyến đi thử máy cuối cùng sau khi được hiện đại hóa.
Sẵn sàng tái gia nhập hạm đội mà nó đã xa rời hơn hai năm trước đây, West Virginia hướng đến quần đảo Hawaii vào ngày 14 tháng 9. Được hộ tống bởi hai tàu khu trục, nó đến Oahu vào ngày 23 tháng 9, rồi sau đó, như một thành phần của Hải đội Thiết giáp hạm 4, West Virginia cùng với tàu sân bay hạm đội Hancock, lên đường hướng đến đảo Manus thuộc quần đảo Admiralty, và vào cảng Seeadler vào ngày 5 tháng 10. Ngày hôm sau, nó lại trở thành soái hạm khi Chuẩn Đô đốc Theodore Ruddock, tư lệnh Hải đội Thiết giáp hạm 4, chuyển cờ hiệu của mình từ chiếc Maryland sang "Wee Vee".

### Đổ bộ lên Leyte

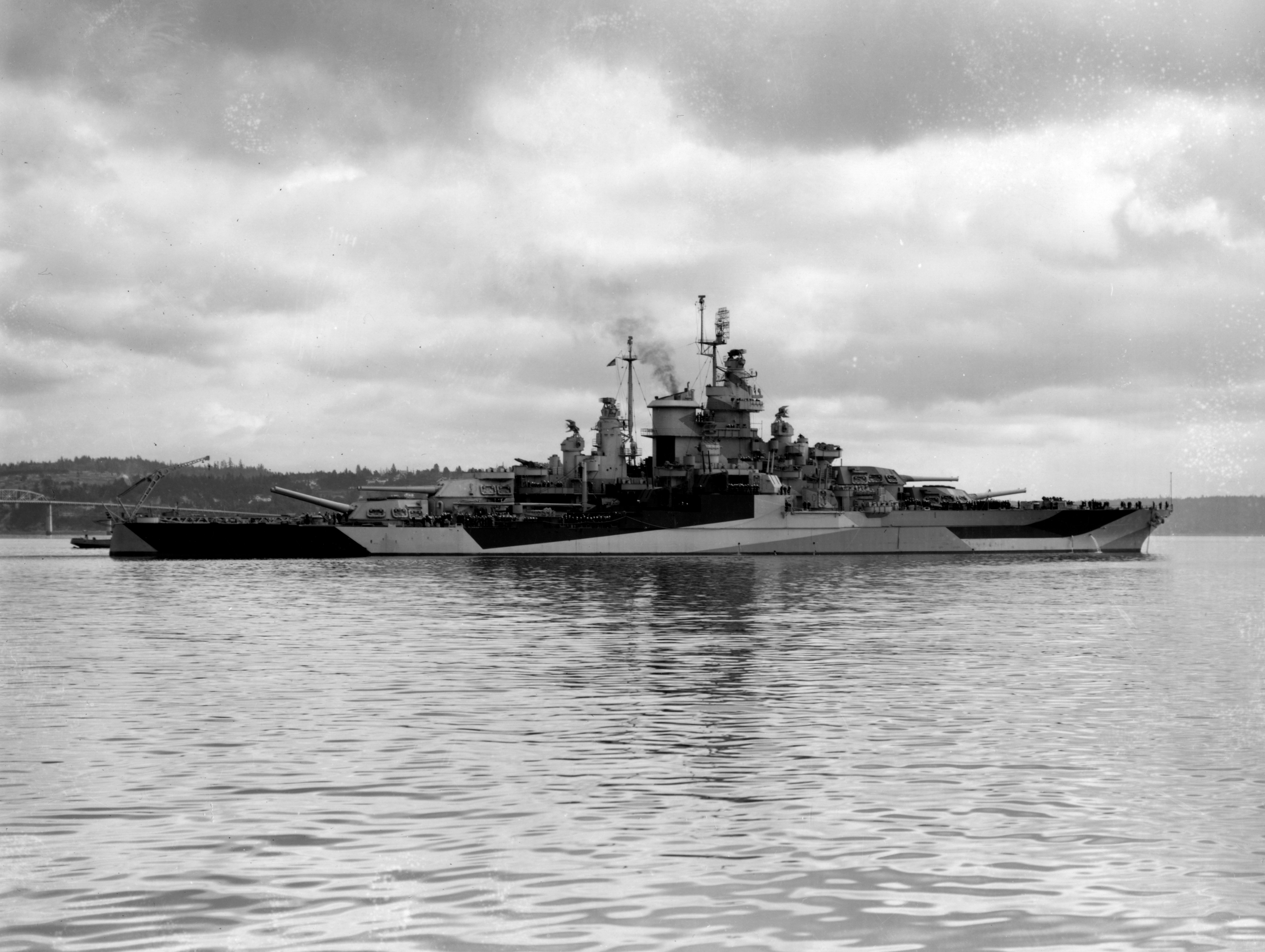
West Virginia vào tháng 7 năm 1944

Lên đường ngày 12 tháng 10 năm 1944 để tham gia cuộc đổ bộ lên Philippine, West Virginia được bố trí trong thành phần của Đội đặc nhiệm 77.2 dưới quyền chỉ huy của Chuẩn Đô đốc Jesse B. Oldendorf. Vào ngày 18 tháng 10, hàng thiết giáp hạm tiến vào vịnh Leyte, West Virginia di chuyển phía sau chiếc thiết giáp hạm California. Lúc 16 giờ 45 phút, California cắt rời được một quả thủy lôi bằng máy cắt dây mìn ngầm (paravane); West Virginia né tránh được mối đe dọa, và ít phút sau nó bị phá hủy bởi hỏa lực pháo của một trong các tàu khu trục theo hộ tống.
Ngày 19 tháng 10, West Virginia đi đến vị trí chiến đấu tại vịnh San Pedro lúc 07 giờ 00 thường trực ngoài khơi và bắt đầu bắn phá các mục tiêu tại khu vực Tacloban thuộc đảo Leyte. Trong ngày hôm đó, chiếc thiết giáp hạm đã nả 278 quả đạn pháo 406 mm (16 inch) và 1.586 quả đạn 127 mm (5 inch), giúp vô hiệu hóa hỏa lực pháo binh Nhật Bản và hỗ trợ cho các đội công binh phá mìn dưới nước (UDT, underwater demolition team) nhằm chuẩn bị các bãi đổ bộ vốn dự tính sẽ diễn ra vào ngày 20 tháng 10. Rút lui ra biển khi trời tối, chiếc thiết giáp hạm cùng các tàu hộ tống quay trở lại lúc bình minh để tiếp tục tiêu diệt các căn cứ Nhật Bản chung quanh khu vực Tacloban. Máy bay đối phương bắt đầu xuất hiện bên trên khu vực đổ bộ, và West Virginia đã tìm cách bắn hạ chúng nhưng không thành công.
Ngày 21 tháng 10, khi tiếp tục bắn pháo hỗ trợ cho lực lượng đổ bộ đang tiếp tục chiến đấu tiến lên bờ, West Virginia bị mắc cạn gây hư hại nhẹ ba trong số bốn chân vịt của nó. Sự rung động do vận hành những chân vịt bị hư hại khiến tốc độ hoạt động của con tàu bị giới hạn còn 29,6 km/h (16 knot) và 33,3 km/h (18 knot) lúc khẩn cấp.
Trong hai ngày tiếp theo sau, West Virginia, cùng với dàn hỏa lực phòng không được tăng cường mạnh mẽ, tiếp tục bố trí ngoài khơi bãi đổ bộ lúc ban ngày và rút lui ra khơi vào ban đêm, tiếp tục hỗ trợ phòng không cho chiến dịch tấn công. Trong khi đó, người Nhật nhận ra cuộc tấn công vào Leyte của Đồng Minh được thực hiện với quy mô lớn, đã quyết định phản công. Theo đó, bất chấp hậu quả có thể có, họ tung ra bốn lực lượng riêng biệt để tấn công hạm đội tấn công Hoa Kỳ.

### Hải chiến vịnh Leyte
Bốn tàu sân bay và hai tàu sân bay "lai" (các thiết giáp hạm-tàu sân bay Ise và Hyūga) hướng về phía biển Philippine từ vùng biển nội địa Nhật Bản; một lực lượng tàu nổi nhỏ của Đô đốc Kiyohide Shima hướng đến biển Sulu; hai lực lượng tấn công bao gồm các thiết giáp hạm, tàu tuần dương và tàu khu trục khởi hành từ Lingga Roads, Sumatra, trước khi tách ra ở phía Bắc Borneo. Lực lượng lớn hơn trong số hai nhóm dưới quyền chỉ huy của Đô đốc Takeo Kurita, băng qua phía Bắc đảo Palawan để đi qua biển Sibuyan.
Các tàu ngầm Mỹ Darter và Dace, đã mở đầu trận chiến nổi tiếng vào ngày 23 tháng 10 năm 1944 được biết đến dưới tên gọi trận chiến vịnh Leyte, khi chúng đánh chìm hai tàu tuần dương của Kurita, Maya và Atago. Không nao núng, Kurita tiếp tục cuộc chuyển quân. Lực lượng của ông được xây dựng chung quanh các thiết giáp hạm khổng lồ Yamato và Musashi.
Lực lượng nhỏ hơn trong số hai nhóm dưới quyền chỉ huy của Đô đốc Shoji Nishimura quay mũi về phía Nam Palawan và đi ngang qua biển Sulu giữa hai đảo Mindanao và Leyte. Lực lượng của Shima nối tiếp phía sau lực lượng của Nishimura, hướng đến vịnh Leyte như là gọng kìm thứ hai ở phía Nam nhằm tiêu diệt lực lượng tàu đổ bộ và tàu vận tải đang tập trung tại các bãi đổ bộ ở Leyte. Để đối đầu với lực lượng đối phương đang hướng về phía mình, Đô đốc Oldendorf bố trí lực lượng mạnh mẽ của mình, với sáu thiết giáp hạm, tám tàu tuần dương và 28 tàu khu trục tại eo biển Surigao.
Lúc 22 giờ 36 phút ngày 24 tháng 10 năm 1944, các tàu phóng lôi-tuần tra (PT boat) Mỹ bố trí bên trong và ở lối vào eo biển phát hiện ra lực lượng của Nishimura qua radar, và tiến hành tấn công quấy rối, vốn gây ra khó khăn, nhưng không thể ngăn cản bước tiến của đối phương. Bắt đầu tiến vào eo biển lúc 03 giờ 00 ngày 25 tháng 10, Nishimura sắp xếp đội hình tàu chiến của mình khi năm tàu khu trục Mỹ tung ra đợt tấn công bằng ngư lôi được vạch kế hoạch hoàn chỉnh. Thiết giáp hạm Fusō trúng phải một số quả ngư lôi và bị lọt ra khỏi đội hình; đợt tấn công ngư lôi này cũng kết liễu hai tàu khu trục Nhật và phá hỏng một chiếc thứ ba. Cùng lúc đó, tàu chị em với Fusō là Yamashiro cũng bị trúng một quả ngư lôi và phải giảm tốc độ, để rồi trúng thêm một quả nữa chỉ sau 15 phút. Bản thân Fusō chịu đựng những tổn hại đáng kể do những đám cháy bùng phát do những quả ngư lôi, bị nổ tung và cắt làm đôi lúc 03 giờ 38 phút.
Giờ đây West Virginia dẫn đầu hàng thiết giáp hạm bao gồm Maryland, Mississippi, Tennessee, California, Pennsylvania; bốn trong số chúng, giống như West Virginia, là những cựu binh của trận Trân Châu Cảng. Từ 00 giờ 21 phút ngày 25 tháng 10, chiếc thiết giáp hạm bắt đầu nhận được báo cáo về cuộc tấn công của những chiếc tàu phóng lôi-tuần tra rồi sau đó của các tàu khu trục. Cuối cùng lúc 03 giờ 16 phút, radar West Virginia bắt được tín hiệu từ lực lượng của Nishimura ở khoảng cách 38 km (42.000 yard) và có được phương án tác xạ ở khoảng cách 27 km (30.000 yard). Nó tiếp tục theo dõi khi đối phương tiến đến gần trong bóng đêm tối đen như mực.
Lúc 03 giờ 52 phút, West Virginia khai hỏa tám khẩu pháo chính 406 mm (16 inch) ở khoảng cách 21 km (22.800 yard), tấn công chiếc thiết giáp hạm Nhật dẫn đầu với loạt pháo đầu tiên. Trong số sáu loạt pháo đầu tiên do nó bắn ra, năm loạt đã trúng mục tiêu; và tổng cộng nó đã bắn 16 loạt nhắm vào các tàu chiến của Nishimura khi lực lượng của Oldendorf cắt ngang chữ T hạm đội Nhật, đạt được ưu thế chiến thuật trong một tình huống mà hầu như mọi đô đốc hạm tàu nổi đều mơ ước. Đến 04 giờ 13 phút, "Wee Vee" ngừng bắn; phần còn lại của hạm đội Nhật Bản tháo chạy hỗn loạn khỏi eo biển nơi chúng đã tiến vào, trong khi nhiều tàu chiến bị bắn cháy soi sáng cả vùng biển. West Virginia đã góp công vào việc kết liễu chiếc Yamashiro, trả thù được những hư hại mà nó phải gánh chịu trong cuộc tấn công Trân Châu Cảng.

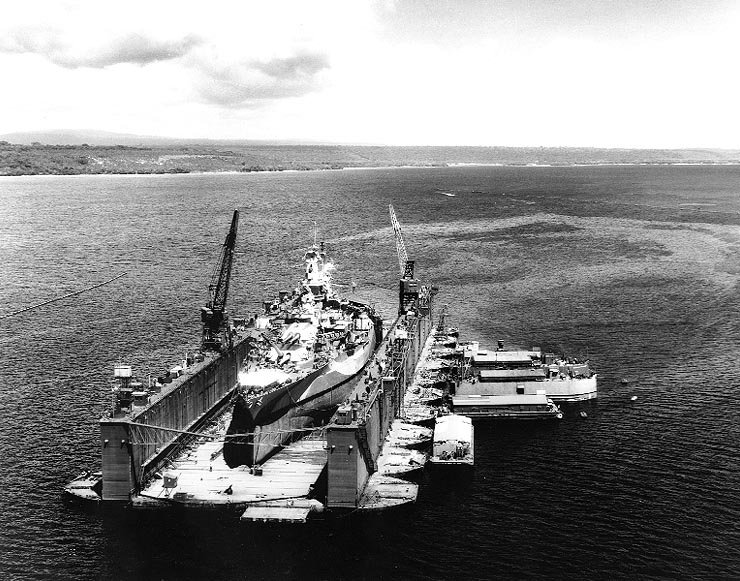
Artisan, một ụ nổi di động, đang giữ chiếc West Virginia để thực hiện sửa chữa, ngoài khơi đảo Aessi, Espiritu Santo, New Hebrides, ngày 13 tháng 11 năm 1944. Tàu chiến đã được cập cảng để bảo trì và sửa chữa cánh quạt bị hư hại khi va chạm tại Leyte vào ngày 21 tháng 10

West Virginia đã tham gia trận hải chiến lớn cuối cùng giữa các tàu chiến tuyến trong lịch sử, và đến ngày 29 tháng 10 rời Philippines quay về Ulithi cùng với Tennessee và Maryland. Sau đó nó hướng đến Espiritu Santo trong quần đảo New Hebrides; và sau khi Đô đốc Ruddock chuyển cờ hiệu của mình từ West Virginia sang Maryland, nó trải qua một giai đoạn bảo trì trong ụ nổi di động Artisan (AFDB-1) để sửa chữa các chân vịt bị hư hại.

### Chiến dịch Philippines
"Wee Vee" quay trở lại Philippine ngang qua Manus vào ngày 26 tháng 11 năm 1944, tiếp tục nhiệm vụ tuần tra trong vịnh Leyte và hoạt động trong thành phần yểm trợ phòng không cho lực lượng tàu vận tải và đổ bộ. Lúc 11 giờ 39 phút ngày 27 tháng 11, súng cao xạ của West Virginia đã bắn rơi một máy bay kamikaze và hỗ trợ trong việc bắn hạ nhiều chiếc khác trong phiên hoạt động ngày hôm sau.
Sau khi Đô đốc Ruddock chuyển cờ hiệu của mình trở lại tàu vào ngày 30 tháng 11, West Virginia tiếp tục các hoạt động ngoài khơi Leyte cho đến ngày 2 tháng 12, khi chiếc thiết giáp hạm khởi hành hướng về quần đảo Palau. Tại đây, nó trở thành soái hạm của Đội đặc nhiệm 77.12 mới được thành lập và hướng đến biển Sulu hỗ trợ cho cuộc đổ bộ của lực lượng Tây Nam Thái Bình Dương lên đảo Mindoro. Đi đến vịnh Leyte chiều tối ngày 12 tháng 12, West Virginia đi qua eo biển Surigao vào ngày 13 tháng 12 và hướng đến biển Sulu cùng với một lực lượng tàu sân bay để hỗ trợ cho cuộc di chuyển của Đội đặc nhiệm 78.3.
Sau đó nó hộ tống cho các tàu vận tải rút lui vào ngày 16 tháng 12, được tiếp nhiên liệu tại vịnh Leyte trước khi quay về Kossol Roads, Palau vào ngày 19 tháng 12. Tại đây West Virginia được nghỉ lễ Giáng Sinh 1944. Tuy nhiên, nhiều nhiệm vụ đang chờ đợi trước mắt, và chiếc thiết giáp hạm, khi nó lại tiếp tục lên đường hướng về Philippine. Vào ngày đầu năm mới 1945, Chuẩn Đô đốc Ingram C. Sowell thay thế Chuẩn Đô đốc Ruddock giữ chức Tư lệnh Hải đội Thiết giáp hạm 4, khi còn tàu tiến hướng đến vịnh Leyte trong thành phần của Đội đặc nhiệm 77.2.
Đến nơi vào rạng sáng sớm ngày 3 tháng 1 năm 1945, West Virginia tiếp tục tiến đến biển Sulu. Sự kháng cự của quân Nhật, vốn bắt đầu khẩn trương từ lúc mở màn chiến dịch Philippine, ngày càng trở nên nguy hiểm. Người trên chiếc West Virginia tận mắt chứng kiến một máy bay Yokosuka P1Y "Frances" hai động cơ đâm bổ tự sát vào chiếc tàu sân bay hộ tống Ommaney Bay lúc 17 giờ 12 ngày 4 tháng 1. Các đám cháy và các vụ nổ nghiêm trọng cuối cùng đã buộc phải bỏ chiếc "tàu sân bay jeep", những người sống sót được các tàu hộ tống gần đó cứu thoát. Tàu khu trục Burns (DD-588) đánh chìm chiếc tàu bị bỏ lại đang bừng cháy bằng ngư lôi.
Nhận lên tàu những người còn sống sót trên chiếc Ommaney Bay từ chiếc tàu khu trục Twiggs, West Virginia tiến vào biển Nam Trung Quốc sáng ngày hôm sau 5 tháng 1 năm 1945, bảo vệ các tàu sân bay khỏi các cuộc không kích của quân Nhật trong ngày hôm đó. Sau đó, chiếc thiết giáp hạm tách khỏi các tàu sân bay tiến sát gần bờ để tiến hành bắn phá San Fernando Point. West Virginia đã phá hủy các căn cứ Nhật Bản trên bờ bằng các khẩu pháo 406 mm (16 inch).
Tuy nhiên, các cuộc tấn công cảm tử Kamikaze ngày càng gia tăng cho dù phải đối mặt với hỏa lực cao xạ dày đặc và các máy bay tiêm kích tuần tra chiến đấu trên không. Thiệt hại gây ra cho các tàu chiến Đồng Minh tiếp tục tăng cao, khi chúng gây hư hại cho chiếc HMSA Australia và các thiết giáp hạm California và New Mexico trong ngày 5 tháng 1. West Virginia tham gia vào việc xây dựng một hàng rào hỏa lực phòng không trong các cuộc tấn công này, đã trải qua chiến đấu mà không bị thiệt hại.
West Virginia, vốn còn đang chuyên chở thủy thủ đoàn chiếc Ommaney Bay, lại tiếp tục nhận lên bờ một nhóm người sống sót khác: thủy thủ đoàn chiếc tàu quét mìn cao tốc Hovey, đã bị ngư lôi Nhật đánh chìm vào ngày 6 tháng 1. Trước khi nó có thể chuyển người của chiếc tàu sân bay hộ tống và tàu quét mìn đến một nơi nào khác, trước tiên chiếc thiết giáp hạm còn phải thi hành những nhiệm vụ được trao phó cho nó. Vì thế, các khẩu pháo 406 mm (16 inch) của West Virginia lại phá hủy các vị trí Nhật Bản trên bờ ở San Fabian vào các ngày 8 và 9 tháng 1, khi lực lượng đổ bộ lên bờ vào ngày hôm sau. Mãi đến tận buổi tối ngày 9 tháng 1, chiếc thiết giáp hạm mới có dịp chuyển những hành khách "bất đắc dĩ" lên bờ.
Sau khi hỗ trợ bắn pháo theo yêu cầu suốt ngày 10 tháng 1, West Virginia tuần tra ngoài khơi vịnh Lingayen trong một tuần lễ tiếp theo sau trước khi đi đến một địa điểm buông neo nơi nó được tiếp tế đạn dược. Trong đợt hoạt động bắn phá ngoài khơi San Fabian, West Virginia chứng tỏ được sự hữu ích của nó khi hỗ trợ các hoạt động công binh, tiêu diệt các vị trí súng cối, pháo và công sự đối phương cũng như san bằng thị trấn San Fabian. Thêm vào đó, "Wee Vee" còn phá hủy các kho đạn, đường sắt và các ga đầu mối, các vị trí súng máy và nhà kho. Trong thời gian này, nó đã sử dụng 395 quả đạn pháo 406 mm (16 inch) và trên 2.800 quả đạn 127 mm (5 inch). Lại lên đường lúc 07 giờ 07 phút ngày 21 tháng 1, West Virginia thực hiện nhiệm vụ bắn pháo theo yêu cầu lúc 08 giờ 15 phút, sẵn sàng hoạt động phối hợp với các đơn vị Lục quân trên bờ tại khu vực lân cận các thị trấn Rosario và Santo Tomas. Sau khi trải qua vài ngày hỗ trợ bắn pháo theo yêu cầu, West Virginia trở lại thả neo tại vịnh Lingayen ngày 1 tháng 2.
Sau đó, trong thành phần của Đội đặc nhiệm 77.2, West Virginia bảo vệ cho các tàu bè đi đến các bãi đổ bộ tại Lingayen và sẵn sàng đáp ứng bắn pháo theo yêu cầu của bộ binh khi cần thiết. Sau khi hoàn tất nhiệm vụ, nó rời vịnh Lingayen vào ngày 10 tháng 2 hướng đến vịnh Leyte. Trước khi khởi hành, nó nhận được 79 bao thư từ gửi từ Hoa Kỳ, lần đầu tiên nó nhận thư kể từ lễ Giáng Sinh.
Sau khi ghé qua vịnh San Pedro, Leyte, West Virginia đi đến Ulithi vào ngày 16 tháng 2 và được bố trí hoạt động cùng Đệ Ngũ hạm đội. Được lệnh chuẩn bị cấp tốc cho một nhiệm vụ tiếp theo, chiếc thiết giáp hạm được tiếp nhiên liệu cùng hàng tiếp liệu với mức độ ưu tiên cao nhất. Chiếc tàu hoàn tất việc chất lên tàu khoảng 300 tấn tiếp liệu lúc 04 giờ 00 phút ngày 17 tháng 2; rồi đến 07 giờ 30 phút, West Virginia lên đường hướng đến Iwo Jima cùng với các tàu khu trục Izard và McCall để gia nhập Lực lượng Đặc nhiệm 51.

### Trận Iwo Jima
West Virginia nhìn thấy Iwo Jima từ khoảng cách 82 dặm (132 km) lúc 09 giờ 07 phút ngày 19 tháng 2 năm 1945. Khi đến gần, nó nhìn thấy nhiều tàu chiến khác đang bắn phá hòn đảo từ mọi phía và cuộc đổ bộ đầu tiên lên hòn đảo đang diễn ra. Đến 11 giờ 25 phút, chiếc thiết giáp hạm nhận các mệnh lệnh tác chiến, và 20 phút sau, tiến đến vị trí hỗ trợ hỏa lực đối diện các bãi biển. Lúc 12 giờ 45 phút, các khẩu pháo hạng nặng của nó bắt đầu hỗ trợ lực lượng Thủy quân Lục chiến trên bờ, nhắm vào các vị trí pháo, công sự, xe cộ, hầm trú ẩn và kho tiếp liệu. Sáng ngày 21 tháng 2, chiếc tàu chiến quay trở lại vị trí trực chiến, và từ 08 giờ 00, tiếp tục vai trò hỗ trợ hỏa lực.
Các quả đạn pháo hạng nặng 406 mm (16 inch) của nó tiếp tục bắn phá các hang động trú ẩn, phá hủy các vị trí đặt súng phòng không cùng các lô cốt; Một loạt đạn pháo đã bắn trúng một kho hoặc hầm đạn và nó phát nổ trong suốt hai giờ sau đó. Ngày 22 tháng 2, một quả đạn pháo cỡ nhỏ bắn trúng tàu gần tháp pháo số 2 khiến một thủy thủ bị thương. Cùng ngày hôm đó, một sự kiện đáng kể khác diễn ra trên bờ khi lực lượng Thủy quân Lục chiến chiếm được núi Suribachi, điểm cao nổi bật tại một đầu của hòn đảo núi lửa này. Từ trên tàu ở vị trí gần bờ, thủy thủ đoàn trên chiếc West Virginia có thể trông thấy được lá cờ cắm trên đỉnh cao này.
Trong suốt thời gian còn lại của tháng 2, West Virginia tiếp tục nhiệm vụ hằng ngày hỗ trợ hỏa lực cho lực lượng Thủy quân Lục chiến trên bờ. Một lần nữa, các vị trí Nhật Bản trên bờ phải chịu đựng hỏa lực của những quả đạn pháo hạng nặng 406 mm (16 inch) của chiếc thiết giáp hạm. Nó bắn trúng các vị trí tập trung lực lượng, doanh trại và các chiến hào. Trong khi đang trực chiến ngoài khơi bãi biển vào ngày 27 tháng 2, chiếc thiết giáp hạm phát hiện một khẩu đội pháo của quân Nhật trên bờ đang nhắm vào chiếc tàu khu trục Bryant. West Virginia tiến đến gần, và ở khoảng cách 550 m (600 yard), khác khẩu pháo hạng hai 127 mm (5 inch) của nó đã khiến pháo đối phương im tiếng.
Được tiếp đạn vào sáng sớm ngày 28 tháng 2, West Virginia quay trở lại vị trí trực chiến trưa hôm đó, bắn pháo quấy phá đối phương và can thiệp, cũng như vô hiệu hóa các khẩu đội pháo inh bằng dàn pháo hạng hai. Trong ba ngày đầu của tháng 3, West Virginia tiếp tục nhiệm vụ hỗ trợ hỏa lực của nó, chủ yếu tập trung vào các cứ điểm của quân Nhật tại bờ biển Đông Bắc Iwo Jima. Cuối cùng, vào ngày 4 tháng 3, chiếc thiết giáp hạm lên đường hướng về quân đảo Caroline, đi đến Ulithi vào ngày 6 tháng 3.

### Trận Okinawa
Gia nhập Lực lượng Đặc nhiệm 64 để hoạt động trong chiến dịch Okinawa, West Virginia lên đường vào ngày 21 tháng 3 năm 1945, đi đến mục tiêu bốn ngày sau đó, 25 tháng 3. Trong giai đoạn đầu, West Virginia trải qua các ngày sau đó vô hiệu sự kháng cự tại Okinawa chuẩn bị cho cuộc đổ bộ của lực lượng Đồng Minh lên đảo này dự định thực hiện vào ngày 1 tháng 4. Lúc 10 giờ 29 phút ngày 26 tháng 3, trinh sát viên trên tàu báo cáo về ánh lửa đạn pháo xuất hiện trên bờ, được tiếp nối bởi những cột nước cách con tàu khoảng 5,5 km (6.000 yard) bên mạn trái. Khai hỏa những loạt đạn pháo đầu tiên trong chiến dịch này, West Virginia đã nã 28 quả đạn pháo 406 mm (16-inch) xuống các khẩu đội pháo Nhật Bản gây sự.
Ngày hôm sau, "Wee Vee" kháng cự lại các cuộc không kích của đối phương, khi một máy bay ném bom hai động cơ "Frances" trúng phải đạn phòng không và bốc cháy lúc 05 giờ 20 phút, đâm nhào xuống biển bên mạn trái tàu. Trong những ngày tiếp theo sau, sự kháng cự của đối phương thể hiện dưới dạng các cuộc tấn công tự sát của máy bay. Các quả thủy lôi Nhật Bản cũng chứng tỏ tác dụng hủy diệt của chúng, khi một quả đã đánh chìm chiếc tàu quét mìn Skylark cách mạn trái West Virginia 2,7 km (3.000 yard) lúc 09 giờ 30 phút ngày 28 tháng 3.
Sau khi được tiếp đạn tại Kerama Retto, hòn đảo được chiếm để xây dựng một căn cứ tiền phương nhằm hỗ trợ cho lực lượng tấn công, West Virginia lại lên đường hướng đến Okinawa bắn pháo hỗ trợ trực tiếp cho cuộc đổ bộ. Trên đường đi, lúc 04 giờ 55 phút, nó bị buộc phải chạy lui động cơ hết mức khi một chiếc tàu khu trục không nhận diện được đã chắn ngang trước mũi tàu hầu tránh một cú va chạm.
Dự định khai hỏa lúc 06 giờ 30 phút, chiếc thiết giáp hạm hướng đến vị trí trực chiến ngoài khơi các bãi biển Okinawa. Khi nó đang chuẩn bị thực hiện bắn pháo, West Virginia phát hiện một máy bay Nhật xuất hiện bên mạn trái con tàu. Các khẩu đội pháo phòng không đã ngắm theo mục tiêu và nổ súng, bắn rơi máy bay đối phương ở khoảng cách 180 m (200 yard). Sau đó có thêm bốn máy bay đối phương bay đến gần, và West Virginia bắn rơi được một trong số chúng.
Cuối cùng, lúc 06 giờ 30 phút, West Virginia khai hỏa vào các vị trí trên bờ trong khi các xuồng đổ bộ chuẩn bị hướng vào các bãi biển Okinawa. Đến 08 giờ 42 phút, trinh sát viên trên tàu báo cáo trông thấy các hoạt động tác chiến diễn ra trên bờ. Trận chiến giành Okinawa chính thức bắt đầu.
West Virginia tiếp tục nhiệm vụ hỗ trợ hỏa lực suốt ngày hôm đó, sẵn sàng phản pháo nhằm hỗ trợ cho lực lượng đổ bộ đang tấn công nhanh trên đất liền. Có vẻ như ít có sự kháng cự đáng kể trong ngày 1 tháng 4, và chiếc thiết giáp hạm tiếp tục tuần tra gần bờ chờ đợi nhận chỉ thị mới. Tuy nhiên, lúc 19 giờ 03 phút, một máy bay đối phương đã phá vỡ sự bình yên đang có trên West Virginia.
Màn hình radar bắt được tín hiệu của ba máy bay đối phương và theo dõi chúng khi chúng đến gần. Màn hỏa lực phòng không dày đặc không ngăn được một trong số chúng tiếp cận bên mạn trái West Virginia và đâm bổ vào sàn cấu trúc thượng tầng ngay phía trước tháp pháo 127 mm (5 inch) số hai. Bốn người bị thiệt mạng trong vụ nổ, cùng bảy người khác bị thương tại một khẩu đội súng 20 mm gần đó. Quả bom mà chiếc máy bay mang theo rơi khỏi đế và xuyên qua sàn tàu đến hầm tàu thứ hai, nhưng may mắn là không phát nổ và bị vô hiệu hóa bởi sĩ quan vũ khí trên tàu. West Virginia báo cáo những hư hại của nó "có thể sửa chữa được", và tiếp tục thực hiện nhiệm vụ bắn pháo chiếu sáng ban đêm cho lực lượng đổ bộ trên bờ.
West Virginia mai táng những người chết trên biển trong khi vẫn đang tiếp diễn các đợt tấn công kamikaze trong ngày 1 tháng 4, và tiếp nối các nhiệm vụ bắn pháo hỗ trợ không lâu sau đó. Trong thời gian hoạt động gần bờ vào đầu tháng 4, hỏa lực phòng không của chiếc thiết giáp hạm đã bắn rơi một chiếc Aichi D3A "Val" vào ngày 6 tháng 4.
Vào đầu tháng 4, quân Nhật dự định tấn công vào hạm đội Mỹ bằng một lực lượng hạm tàu nổi được hình thành chung quanh chiếc siêu thiết giáp hạm Yamato. Trong đêm 7 rạng sáng ngày 8 tháng 4, West Virginia di chuyển trong vùng biển phía Tây Okinawa sẵn sàng đánh chặn và đối đầu cùng lực lượng Nhật Bản đang hướng về khu vực này. Sáng hôm sau, Tư lệnh Lực lượng Đặc nhiệm 68 thông báo rằng hầu hết các tàu chiến đối phương trong lực lượng này đã bị đánh chìm kể cả chiếc Yamato, khi trong hành trình cuối cùng này nó chỉ được tiếp đủ nhiên liệu để đi đến Okinawa mà không đủ để quay về. Vì vậy, lực lượng tự sát lớn nhất của Hải quân Nhật đã bị tiêu diệt khi còn cách rất xa mục tiêu của nó.
Tuy nhiên, đối với West Virginia, nhiệm vụ của nó vẫn tiếp diễn, hỗ trợ bắn pháo sáng và phản pháo bằng cả dàn pháo chính lẫn pháo hạng hai; và là dịp cho các xạ thủ khẩu đội phòng không luôn luôn bận rộn không ngơi tay do sự xuất hiện dày đặc của những cuộc tấn công tự sát. Thiết giáp hạm Tennessee, tàu tuần dương Salt Lake City, các tàu khu trục Zellars và Stanly cùng các tàu chiến khác là những nạn nhân của những cơn "thần phong" này.
West Virginia tiếp tục bắn pháo hỗ trợ cho Lục quân cho đến ngày 20 tháng 4, khi nó khởi hành hướng đến Ulithi để tiếp liệu, nhưng chẳng bao lâu sau bị gọi phải khẩn cấp quay trở lại Okinawa, vì thiết giáp hạm Colorado bị hư hại do thuốc nổ phát nổ trong khi nạp đạn tại Kerama Retto. Quay trở lại bãi Hagushi, West Virginia bắn pháo ban đêm và bắn can thiệp hỗ trợ cho Tập đoàn quân 10 và Quân đoàn 26 Lục quân. Cuối cùng, West Virginia lên đường hướng đến Ulithi, có tàu tuần dương San Francisco và tàu khu trục Hobson tháp tùng, đến nơi vào ngày 28 tháng 4 mà không bị gọi quay trở lại.
Quay trở lại Okinawa sau một đợt nghỉ ngơi ngắn ngủi tại Ulithi, West Virginia tiếp tục hỗ trợ lực lượng Lục quân và Thủy quân Lục chiến đang tác chến trên bờ cho đến cuối tháng 6. Ngày 1 tháng 6, nó gửi máy bay trinh sát của mình định vị một công sự đối phương đã nhiều lần kìm hãm sự tiến lên của Lục quân. Một số loạt đạn pháo nhắm vào nó đã không có kết quả; chiếc tàu chiến chỉ tiêu diệt được một số phương tiện vận tải và điểm tập trung quân đối phương trong ngày hôm đó. Ngày hôm sau 2 tháng 6, trong khi hỗ trợ lực lượng của Quân đoàn 26, West Virginia bắn trúng đích bốn phát cùng bảy phát suýt trúng vào công sự ngoan cố này.
Sau đó West Virginia hoạt động ngoài khơi bờ biển Đông Nam Okinawa, phá vỡ các điểm tập trung và hầm trú ẩn của quân Nhật. Nó cũng cắt đứt sự vận chuyển của đối phương khi bắn trúng đích một giao lộ và một bãi đậu. Vào ngày 16 tháng 6, trong khi nả pháo yểm trợ cho Sư đoàn 1 Thủy quân Lục chiến ngoài khơi bờ biển Đông Nam Okinawa, một chiếc thủy phi cơ Vought OS2U Kingfisher của nó trúng phải hỏa lực phòng không Nhật và cắm đầu bốc cháy, buộc cả phi công lẫn quan sát viên phải thoát ra ngoài và nhảy dù xuống lãnh thổ còn do đối phương kiểm soát. Được sự trợ giúp bởi tàu khu trục Putnam và một tàu đổ bộ, West Virginia nhanh chóng tiến sát gần bờ và áp chế các khẩu pháo đối phương trong một nỗ lực nhằm giải cứu đội bay đang ẩn náu chờ được giải thoát. Tuy nhiên, các nỗ lực để giải cứu đội bay bị thất bại; và sau khi mượn một chiếc Kingfisher khác từ thiết giáp hạm Tennessee, West Virginia tiếp tục các hoạt động bắn pháo hỗ trợ cho đến hết tháng 6.
Hướng về vịnh San Pedro ở Leyte vào cuối tháng 6 và được tàu khu trục Connolly hộ tống, chiếc thiết giáp hạm đến nơi vào ngày 1 tháng 7. Tại đây vào sáng ngày 5 tháng 7, nó nhận được nhân sự thay thế lần đầu tiên kể từ khi ở Trân Châu Cảng năm 1944. Sau khi được tiếp đạn, West Virginia tiến hành huấn luyện tại khu vực Philippine kéo dài đến tận cuối tháng 7.
Khởi hành vào ngày 3 tháng 8 hướng đến Okinawa, West Virginia đi đến vịnh Buckner vào ngày 6 tháng 8, đúng lúc quả bom nguyên tử đầu tiên của thế giới "Little Boy" được thả xuống thành phố Hiroshima. Ba ngày sau, quả bom nguyên tử thứ hai "Fat Man" phá hủy phần lớn thành phố Nagasaki. Hai sự kiện này đã thúc đẩy vào việc sụp đổ của Đế quốc Nhật Bản. Lúc 21 giờ 15 phút ngày 10 tháng 8, West Virginia bắt được một báo cáo lệch lạc trên radio rằng chính phủ Nhật đã đồng ý đầu hàng theo những điều khoản của Tuyên ngôn Potsdam, với điều kiện rằng họ được giữ lại Nhật Hoàng như người đứng đầu. Các tàu chiến Mỹ trong vịnh Buckner mau mắn ăn mừng; và việc sử dụng hỏa lực phòng không và pháo sáng một cách bừa bãi, không chỉ từ các tàu chiến hải quân mà còn của lực lượng bộ binh và thủy quân lục chiến trên bờ, đã gây nguy hiểm cho máy bay đồng đội. Tuy nhiên, việc ăn mừng như thế tỏ ra quá sớm, khi vào lúc 20 giờ 04 phút ngày 12 tháng 8, thủy thủ của West Virginia cảm nhận một vụ nổ lớn dưới nước, và đến 20 giờ 58 phút thì bắt được bức điện từ chiếc Pennsylvania báo cáo rằng nó đã bị đánh trúng ngư lôi. West Virginia gửi một tàu cứu hộ trang bị bơm lúc 00 giờ 23 phút ngày 13 tháng 8 đến trợ giúp chiếc Pennsylvania bị hư hại.
Chiến tranh kết thúc vào ngày 15 tháng 8 năm 1945. West Virginia tiến hành thực tập cùng đội đổ bộ của nó nhằm chuẩn bị cho cuộc chiếm đóng chính quốc Nhật Bản sắp tới, rồi sau đó khởi hành vào ngày 24 tháng 8 đi đến vịnh Tokyo trong thành phần của Đội Đặc nhiệm 35.90. Nó đến vịnh Tokyo vào ngày cuối cùng của tháng 8, kịp lúc để chứng kiến buổi lễ ký kết văn kiện đầu hàng chính thức vào ngày 2 tháng 9 năm 1945. Trong dịp này, năm nhạc công của dàn nhạc trên chiếc West Virginia được tạm thời chuyển sang chiếc thiết giáp hạm Missouri để trình tấu trong buổi lễ.

## Sau chiến tranh
Ngày 14 tháng 9 năm 1945, West Virginia nhận lên tàu 270 hành khách trong chuyến đi về bờ Tây Hoa Kỳ. Nó lên đường vào nữa đêm 20 tháng 9 hướng đến Okinawa trong thành phần Đội Đặc nhiệm 30.4. Rời vịnh Buckner vào ngày 23 tháng 9, chiếc thiết giáp hạm về đến Trân Châu Cảng ngày 4 tháng 10. Tại đây, thủy thủ đoàn sơn lại con tàu, và chỉ giữ lại những hành khách cần chuyển đến San Diego, California. Khởi hành vào ngày 9 tháng 10, West Virginia buông neo tại bến tàu hải quân ở San Diego lúc 13 giờ 28 phút ngày 22 tháng 10. Hai ngày sau, Chuẩn Đô đốc I. C. Sowell tháo cờ hiệu Tư lệnh Hải đội Thiết giáp hạm 4 của mình khỏi con tàu.
Vào Ngày Hải quân, 25.554 vị khách đã lên thăm con tàu. Ba ngày sau 30 tháng 10, West Virginia lên đường hướng đến vùng biển Hawaii tham gia Chiến dịch Magic Carpet giúp hồi hương các cựu chiến binh. Sau một chuyến đi giữa San Diego và Trân Châu Cảng, West Virginia thực hiện một chuyến đi khác, lần này có Chuẩn Đô đốc William W. Smith đặt cờ hiệu của mình trên chiếc tàu chiến trong chuyến đi quay trở về San Francisco, California.
Sau khi thực hiện một chuyến đi khác giữa bờ Tây và Hawaii, West Virginia đi đến San Pedro, California, vào ngày 17 tháng 12. Tại đây, nó trải qua kỳ nghĩ Giáng Sinh sau khi đưa lượt hành khách thứ ba lên bờ. Chiếc thiết giáp hạm kỳ cựu nhổ neo vào ngày 4 tháng 1 năm 1946 hướng đến Bremerton, Washington. Nó đến nơi vào ngày 12 tháng 1, và không lâu sau chuẩn bị để ngừng hoạt động. Nó được chuyển đến Seattle, Washington vào ngày 16 tháng 1, nơi nó neo đậu cạnh con tàu chị em Colorado.
West Virginia bước vào giai đoạn cuối cùng của việc chuẩn bị ngừng hoạt động vào tháng 2 năm 1946 và nó ngừng hoạt động vào ngày 9 tháng 1 năm 1947 và được đưa về lực lượng dự bị trong thành phần Hạm đội Dự bị Thái Bình Dương. Chiếc thiết giáp hạm không bao giờ được gọi quay trở lại phục vụ. Nó tiếp tục ở lại lực lượng dự bị cho đến khi được rút khỏi danh sách Đăng bạ Hải quân vào ngày 1 tháng 3 năm 1959; và đến ngày 24 tháng 8 năm 1959, nó được bán cho hãng Union Minerals and Alloys Corp. tại New York để tháo dỡ.
West Virginia (BB-48), một cựu binh đầy kinh nghiệm của trận Trân Châu Cảng và của Thế Chiến II, được tặng thưởng năm Ngôi sao Chiến đấu trong cuộc chiến này.

## Di sản
- Cột cờ của West Virginia vốn bị đánh chìm trong trận Trân Châu Cảng được trưng bày phía trước trụ sở Tòa án hạt Harrison tại Clarksburg, Tây Virginia để tưởng niệm các thủy thủ thiệt mạng trong cuộc tấn công.[10]
- Vào ngày 11 tháng 5 năm 1963, cột buồm chính được trao cho Đại học West Virginia và vẫn được trưng bày tại đây như một đài tưởng niệm.[11]
- Chiếc chuông và bánh lái được giữ tại Bảo tàng tiểu bang West Virginia ở Charleston, West Virginia.[11]
- Bánh lái điều khiển phụ được trưng bày tại Thư viện Salem College, Salem, West Virginia.[11]